# 록펠러 센터

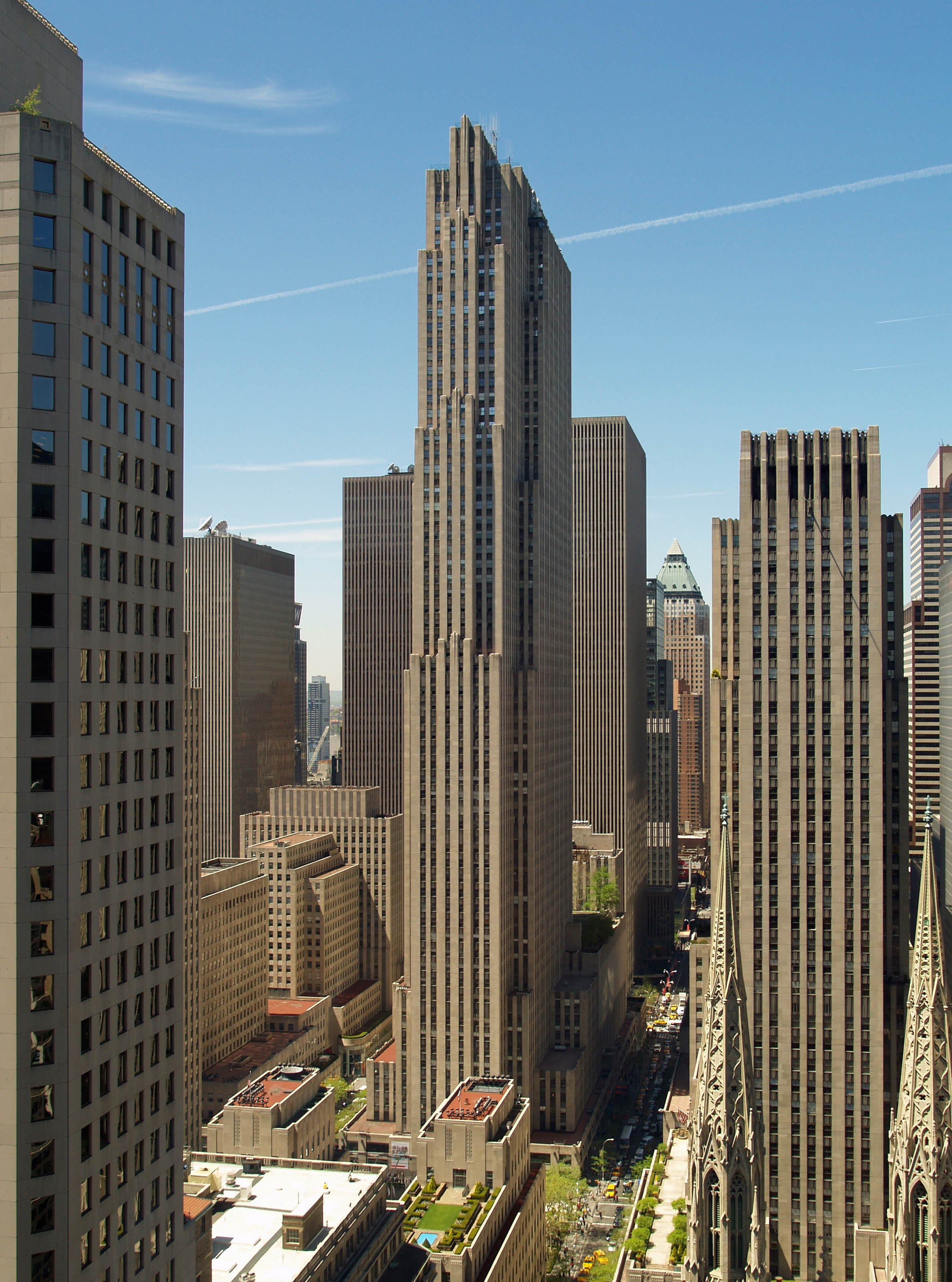
록펠러 센터

록펠러 센터(Rockefeller Center)는 미국 뉴욕 맨해튼 5번가와 6번가 사이에 있는 초고층 건물 등 여러 건물로 구성된 복합 시설이다. 1987년 미국 역사기념물로 등재되었다.

## 개요
억만장자 존 D. 록펠러에 의해 1931년에 건설되었다. 전년에 일어난 대공황의 영향으로 그 건축 계획이 변경되어 모든 건축물이 완성된 것은 9년 뒤인 1939년이었다.
맨하탄의 중심이라고도 할 수 있는 48번가와 51번가의 22에이커의 땅에 19개의 상업용 건물이 사방에 세워져 각 건물의 저층은 하나의 건물로 연결되어 있다. 가장 큰 GE 빌딩은 높이 259m, 70층이며, 꼭대기에 톱 오브 더 록(Top of the Rock)이라는 전망대가 있다. 도심에 위치한 반 지하 플라자에는 만국의 국기와 프로메테우스의 황금 동상이 있는 분수대가 있고 여름에는 카페 테라스, 겨울에는 아이스 스케이트 링크로 사용된다. 특히 12월이 되면 대형 크리스마스 트리가 장식되는 것으로 유명하다.
1989년 10월, 미쓰비시가 록펠러 센터를 약 2,200억엔으로 매수했다. 이것은 거품 경제 시절 졸부적인 "재팬 머니"에 의한 해외 자산 매입의 상징적인 예였으며, 미국 국민과 뉴욕 시민의 큰 반감을 사 미국에서 일본 때리기가 확산된 계기가 되었다. 그러나 이후 부동산 불황(버블 붕괴)으로 막대한 적자를 입고, 1995년 5월에 연방 파산법 11조를 신청해 운영 회사는 파산했으며, 미쓰비시가 인수한 14채 가운데 12동은 인수되면서 현재는 아래의 "타임 라이프 빌딩"과 "마그로우 h·빌딩"의 두 건물만 미쓰비시 토지의 소유로 남아있다.

## 빌딩

### 5번가
- One Rockefeller Plaza - (608,000 평방 피트)
- 10 Rockefeller Plaza - (288,000 평방 피트) - 원래 '이스턴 항공 빌딩. " 현재는 NBC의 뉴스 프로그램 '투데이'의 스튜디오가 있다.
- 30 Rockefeller Plaza - " GE 빌딩 "- (2.9 백만 스퀘어 피트) - 원래" RCA & RCA 웨스트 빌 "
- 50 Rockefeller Plaza - " 뱅크 오브 아메리카 빌딩 "- (481,000 평방 피트) - 원래 ' Associated Press 빌딩 "
- 1230 Avenue of the Americas - 사이먼 & 슈스터 빌 (706,000 스퀘어 피트)
- 1260 Avenue of the Americas - 라디오 시티 뮤직홀
- 1270 Avenue of the Americas - (528,000 평방 피트) - 원래 " RKO "빌
- 600 Fifth Avenue - (409,000 평방 피트) - 원래 "싱클레어 오일 빌딩"
- 610 Fifth Avenue - "라 메종 프랑세즈 '(130,000 스퀘어 피트)
- 620 Fifth Avenue - "대영 제국 빌딩 '(130,600 스퀘어 피트)
- 626 Fifth Avenue - "팔라 디타리아"(120,000 스퀘어 피트)
- 630 Fifth Avenue - "국제 빌딩 (1.2 백만 평방 피트)
- 636 Fifth Avenue - "국제 빌딩 노스 '(120,000 스퀘어 피트)

### 6번가
- 1271 Avenue of the Americas - "타임 라이프 빌딩"
- 1251 Avenue of the Americas - "스탠다드 오일 빌딩"이었지만, 이후 "액슨 빌딩"이라고했다.
- 1221 Avenue of the Americas - "맥그로힐 빌딩"
- 1211 Avenue of the Americas - "세라네즈 빌딩"이라고했다.
- 740 Seventh Avenue - " 리먼 브러더스 빌딩" 건물은 리먼 브러더스가 소유하고 토지는 록펠러 그룹이 소유하고 있다.
- 1251 & 1211

### 주요 입주 기업
현재 미국을 대표하는 대기업이 입주해 있다. NBC가 GE 빌딩에 본사 스튜디오를 두고 있고, 다른 지역국 WNBC도 여기에 있다. 또한 라디오 시티 뮤직홀이 있는 등, 언론, 엔터테인먼트 계열 기업이 많이 입주해 있다.

## 같이 보기
- 뉴욕의 건축